# Sędzia Altamirano (obraz Francisca Goi)
Sędzia Altamirano (hiszp. El juez Altamirano) – obraz olejny hiszpańskiego malarza Francisca Goi. Portret przedstawiający sędziego Altamirano znajduje się w kolekcji Muzeum Sztuk Pięknych w Montrealu.

## Okoliczności powstania
Lata 90. XVIII wieku były dla Goi okresem transformacji stylistycznej i intensywnej aktywności malarskiej. Obraz powstał ok. 1796–1797 roku, zaledwie cztery lata po ataku ciężkiej choroby, w wyniku której Goya prawie rok walczył ze śmiercią, paraliżem i ślepotą. Doszedł do zdrowia tylko częściowo, pozostał jednak głuchy do końca życia. Szybko wrócił do pracy, mimo że nadal odczuwał następstwa choroby. Starał się przekonać kręgi artystyczne, że choroba nie osłabiła jego zdolności malarskich, gdyż plotki o jego ułomności mogły poważnie zaszkodzić dalszej karierze. Zaczął pracować nad obrazami gabinetowymi niewielkich rozmiarów, które nie nadwyrężały jego fizycznej kondycji. Choroba przerwała także jego cieszącą się powodzeniem pracę portrecisty, do której powrócił z zaostrzonym zmysłem obserwacji, być może spotęgowanym przez utratę słuchu. Goya malował członków rodziny królewskiej, arystokracji, burżuazji, duchownych, polityków, bankierów oraz ludzi związanych z kulturą. Często portretował też swoich przyjaciół z kręgu liberałów i ilustrados. 

## Opis obrazu
Do tej ostatniej grupy oświeconych Hiszpanów zainteresowanych reformami społecznymi i sądowniczymi należał Carlos López de Altamirano. Był przyjacielem Goi oraz polityka Gaspara Melchora Jovellanosa. Altamirano w latach (1779-1782) był rektorem Uniwersytetu w Salamance, a w 1791 roku został mianowany sędzią w Sewilli, stanowisko to zajmował do śmierci w 1800 roku. Mógł pozować dla Goi podczas drugiego pobytu malarza w Andaluzji między latem 1796 roku a wiosną 1797.
Portret jest szczególnie oszczędny w środkach, a jednocześnie bezpośredni i wyrazisty. Sędzia został przedstawiony w półpostaci i lekko obrócony, na typowym dla portretów Goi neutralnym i ciemnym tle. Ma na sobie kaftan zapięty na trzy guziki i biały krawat zawiązany pod szyją. Pod kaftanem widoczna jest szeroka szarfa lub kamizelka ozdobiona haftami. Szczegóły stroju są ledwie zaznaczone, tak aby uwaga widza skupiała się na osobie portretowanego. Na niezbyt wdzięcznej twarzy wyróżniają się duże, smutne oczy, wydatny nos i duże usta. Otaczają ją rzadkie, proste włosy, namalowane w plastyczny sposób. Goya ukazuje mądrość i powagę sędziego, a jego twarz wyraża sprzeczne uczucia. Postać wydaje się zamknięta w owalu, podobnie jak Ramón de Posada y Soto (1794) i Martin Zapater (1797). Malarz podkreśla w ten sposób poczucie niepokoju i wrażliwości na atak w niepewnych politycznie czasach.
Światło podkreślające głowę modela oraz zastosowane ciemne barwy są inspirowane stylem Tycjana i Velázqueza. W dolnej części obrazu widnieje dedykacja: Goya a su Amigo Altamirano Oidor / de Sevilla (Gota swojemu przyjacielowi Altamirano sędzi/ w Sewilli).

## Proweniencja
Obraz zakupiony przez Johna W. Tempesta został przekazany do Muzeum Sztuk Pięknych w Montrealu w 1905 roku.